# سعد الناصر
سعد فهد الناصر (مواليد 8 يناير 2001) ، لاعب وسط كرة قدم سعودي يلعب في نادي التعاون وهو لاعب سابق في نادي الهلال.

## مسيرة اللاعب
بدأ في نادي الهلال و أعير إلى نادي التعاون ثم انتقل الى التعاون